# Vouneuil-sous-Biard
Vouneuil-sous-Biard é uma comuna francesa na região administrativa da Nova Aquitânia, no departamento de Vienne. Estende-se por uma área de 25,98 km². Em 2010 a comuna tinha 6 114 habitantes (densidade: 235,3 hab./km²).